# خائو روم
خائو روم (به لاتین: Khao Rom) یک کوه در تایلند است که در Hin Tang واقع شده‌است. خائو روم ۱٬۳۵۱ متر بالاتر از سطح دریا واقع شده‌است.